# Пуерто-Пеньяско
Пуерто-Пеньяско (ісп. Puerto Peñasco) — місто в мексиканському штаті Сонора. Входить до складу однойменного району.

## Географія
Пуерто-Пеньяско розташований на північному заході штату у межах пустелі Алтар, лежить на східному узбережжі Каліфорнійської затоки Тихого океану.

### Клімат
Місто знаходиться у зоні, котра характеризується кліматом тропічних пустель. Найтепліший місяць — серпень із середньою температурою 29.8 °C (85.6 °F). Найхолодніший місяць — січень, із середньою температурою 14.5 °С (58.1 °F).
| Клімат Пуерто-Пеньяско  | Клімат Пуерто-Пеньяско | Клімат Пуерто-Пеньяско | Клімат Пуерто-Пеньяско | Клімат Пуерто-Пеньяско | Клімат Пуерто-Пеньяско | Клімат Пуерто-Пеньяско | Клімат Пуерто-Пеньяско | Клімат Пуерто-Пеньяско | Клімат Пуерто-Пеньяско | Клімат Пуерто-Пеньяско | Клімат Пуерто-Пеньяско | Клімат Пуерто-Пеньяско | Клімат Пуерто-Пеньяско |
| Показник                | Січ.                   | Лют.                   | Бер.                   | Квіт.                  | Трав.                  | Черв.                  | Лип.                   | Серп.                  | Вер.                   | Жовт.                  | Лист.                  | Груд.                  | Рік                    |
| Абсолютний максимум, °C | 44                     | 44                     | 44                     | 43                     | 43                     | 43                     | 43                     | 44,5                   | 43                     | 40                     | 39,5                   | 39,5                   | 44,5                   |
| Середній максимум, °C   | 21,4                   | 22,6                   | 25                     | 27,5                   | 30,4                   | 33                     | 35,2                   | 35,9                   | 35,4                   | 31,2                   | 26,1                   | 23,5                   | 28,9                   |
| Середня температура, °C | 14,5                   | 15,9                   | 18                     | 20,4                   | 23,6                   | 26,6                   | 29,4                   | 29,8                   | 28,9                   | 24,1                   | 18,9                   | 15,5                   | 22,1                   |
| Середній мінімум, °C    | 7,7                    | 9,2                    | 11                     | 13,3                   | 16,7                   | 20,1                   | 23,6                   | 23,6                   | 22,4                   | 17                     | 11,6                   | 7,5                    | 15,3                   |
| Абсолютний мінімум, °C  | −8                     | −2                     | −2                     | 2                      | 4                      | 6                      | 8                      | 8                      | 8                      | 2                      | 0,2                    | −6                     | −8                     |
| Норма опадів, мм        | 8                      | 7                      | 6                      | 2                      | 0                      | 1                      | 3                      | 10                     | 14                     | 16                     | 5                      | 14                     | 88                     |
| Днів з дощем            | 1,1                    | 1,1                    | 1                      | 0,5                    | 0,1                    | 0,2                    | 0,8                    | 0,7                    | 0,8                    | 1,4                    | 0,8                    | 1,6                    | 10,1                   |
| Вологість повітря, %    | 76                     | 73                     | 72                     | 71                     | 68                     | 68                     | 73                     | 71                     | 73                     | 70                     | 72                     | 74                     | 72                     |
| ----------------------- | ---------------------- | ---------------------- | ---------------------- | ---------------------- | ---------------------- | ---------------------- | ---------------------- | ---------------------- | ---------------------- | ---------------------- | ---------------------- | ---------------------- | ---------------------- |
| Джерело: Weatherbase    |                        |                        |                        |                        |                        |                        |                        |                        |                        |                        |                        |                        |                        |